# Vitvingad guan
Vitvingad guan (Penelope albipennis) är en utrotningshotad fågel i familjen trädhöns inom ordningen hönsfåglar.

## Utseende och läten
Vitvingad guan är en medelstor, 85 centimeter lång svart trädhöna med vita handpennor som gett den sitt namn. På halsen, övre delen av bröstet och vingtäckarna syns vitaktiga fläckar. Den har en bar orangeröd eller purpurfärgad strupe och dubbla flikar. Näbben är blå med svart spets. Runt ögat syns purpurfärgad bar hud. Lätet är ett mycket djupt och hest och... och... och... som framför allt hörs i gryningen och under häckningstid.

## Utbredning och systematik
Fågeln förekommer endast i nordvästra Peru (Tumbes, Piura och Lambayeque). Den behandlas som monotypisk, det vill säga att den inte delas in i några underarter.

## Status och hot
Denna art har en mycket liten världspopulation på 200 vuxna individer och har minskat i antal. Informationskampanjer riktade mot lokalbefolkningen, förbättrade kartläggningar och riktade bevarandeinsatser verkar dock ha förbättrat situationen så att populationen kan ha stabiliserats. Fram till 2018 kategoriserade internationella naturvårdsunionen arten som akut hotad, men med tanke på att populationsutvecklingen nu är stabil har den nu nedgraderats den till den lägre hotkategorin starkt hotad (EN).